# 동부수마트라줄무늬잎원숭이
동부수마트라줄무늬잎원숭이(Presbytis percura)는 동부수마트라줄무늬랑구르라고도 불리며, 긴꼬리원숭이과에 속하는 원숭이 종이다. 이전에는 띠잎원숭이의 아종으로 간주했으나, 유전자 분석 결과 별도의 종으로 밝혀졌다. 동부수마트라줄무늬랑구르는 수마트라 동중부의 리아우주에 서식한다. 개체수 감소와 삼림 벌채율이 높은 작고 고립된 숲에서의 제한된 서식지로 인해, IUCN가 2020년에 동부수마트라줄무늬랑구르를 심각한 멸종 위기종으로 지정했다.

## 분류학
동부수마트라줄무늬랑구르는 1908년 미국 동물학자 마커스 워드 리온가 처음 과학적으로 기술했다. 2020년 6월까지 동부수마트라줄무늬랑구르를 띠잎원숭이의 아종으로 간주했다. 그러나 분포 영역이 말레이 반도 최남단에만 서식하는 명목형과 지리적으로 분리되어 있으며, 분자생물학(mtDNA, cyt-b, D-loop) 측면에서 상당한 차이가 있다. 동부수마트라줄무늬랑구르와 띠잎원숭이는 약 260만 년 전에 진화적으로 서로 갈라졌다. 2020년 6월, 동부수마트라줄무늬랑구르는 별도의 종으로 지정되었다.

## 특징
동부수마트라줄무늬잎숭이의 등은 검은색이고, 머리는 회색이며, 배는 흰색이다. 목과 얼굴은 회색이다. 배 쪽의 흰색은 좁지만 목과 턱 아래까지 이어지며, 팔 안쪽에서 손목까지, 다리에서 발목까지 좁은 줄무늬가 있다.

## 보전 상태
현재 동부수마트라줄무늬잎원숭이는 매우 좁은 지역 내 몇몇 고립된 숲 섬에만 서식하고 있기 때문에, 국제자연보전연맹(IUCN)의 기준에 따라 심각한 멸종 위기종으로 분류된다. 리아우주는 수마트라섬에서 삼림 벌채율이 가장 높으며, 1985년부터 2008년 사이에 원래 열대우림의 63%가 파괴되었다. 이 기간 동안 동부수마트라줄무늬잎원숭이 개체수는 80% 감소한 것으로 추정된다.